# Krystyna Cękalska

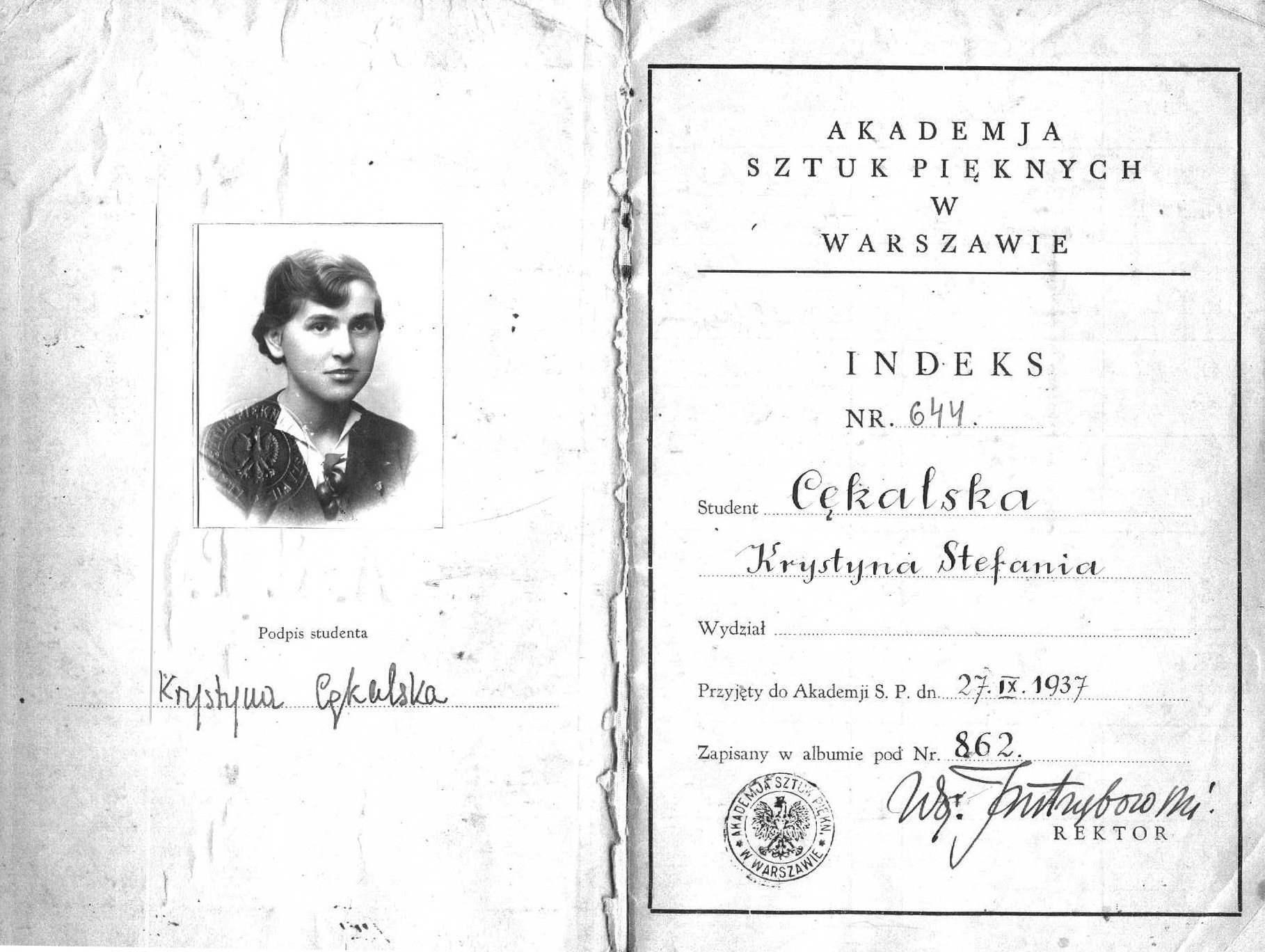
Indeks warszawskiej ASP

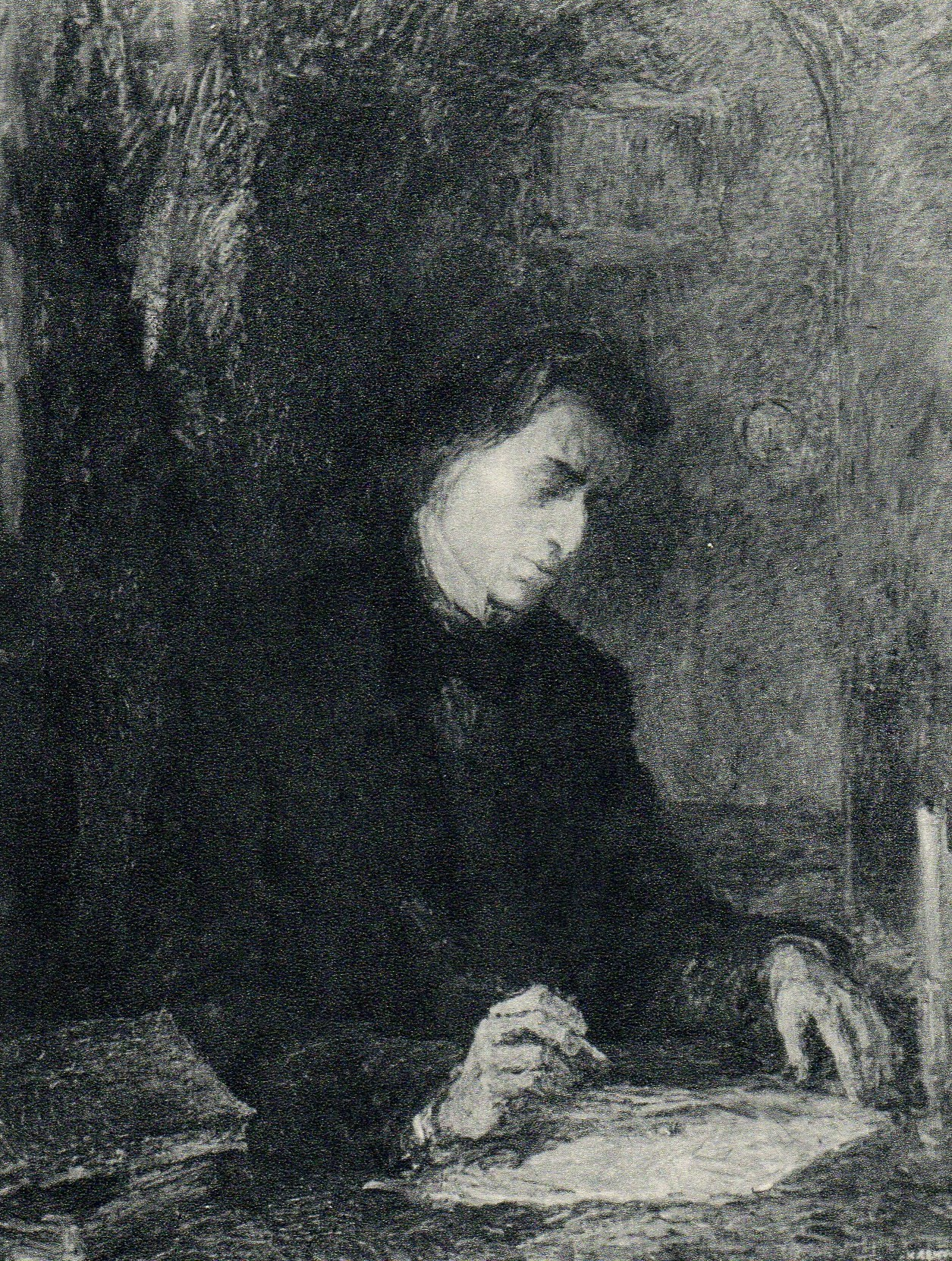
Portret Chopina z 1954

Krystyna Cękalska (ur. 30 marca 1920 w Warszawie, zm. 2011 tamże) – polska malarka i rysowniczka.

## Życie
Urodziła się w inteligenckiej rodzinie; ojciec, Eugieniusz, był inżynierem; matka, Stefania, była lekarzem. Bliskim krewnym Krystyny był Teodor Rygier. Była spowinowacona z Zofią Nałkowską poprzez swego stryja Leona Rygiera, który był mężem pisarki. Miała siostrę bliźniaczkę, Halinę Cękalską-Zboralską (zm. 1999).
Po skończeniu warszawskiej Akademii Sztuk Pięknych wyszła za mąż za malarza Jerzego Baurskiego, pod okiem którego udoskonalała swoje umiejętności. Małżeństwo to przetrwało zaledwie kilka lat. Tuż po wojnie (w 1945) poznała kuzyna męża siostry – Macieja Linderta, który był wtedy studentem Katolickiego Uniwersytetu Lubelskiego. Para pobrała się w 1954 roku. Od lat 1950 mieszkała w niewielkim mieszkaniu na ulicy Odyńca 27 w Warszawie. Tam również mieściła się pracownia, w której powstało wiele prac artystki. 
W 1999 roku zmarła siostra artystki, stopniowo pojawiły się problemy ze zdrowiem i samotność. Krystyna znalazła powiernika w dziennikach, które prowadziła przez wiele lat. Po wielu pobytach w szpitalach mąż zdecydował się na powierzenie opieki nad nią prywatnemu domowi opieki w podwarszawskiej miejscowości Zakręt. 
Została pochowana w grobowcu rodziny Rygierów na Warszawskich Powązkach.

## Twórczość
Od najmłodszych lat Krystyna objawiała talent i pasję do rysowania i malowania. Studiowała na Warszawskiej Akademii Sztuk Pięknych na wydziale malarstwa u prof. Pękalskiego. Wybuch wojny zakłócił regularny bieg studiów. Uczyła się dalej pod okiem doświadczonych artystów. Po 1945 roku uczestniczyła w założeniu pierwszego po wojnie zgrupowania artystów plastyków "WARSZAWA", które organizuje pierwsze wystawy sztuki na terenie zrujnowanego miasta. 
Malarstwo Krystyny Cękalskiej jest bliskie kulturze polskiego koloryzmu, nawiązujące do sztuki naiwnej i sztuki ludowej.
Obrazy jej znajdują się w wielu muzeach i prywatnych kolekcjach. Brała udział w ponad 25 dużych wystawach ogólnopolskich i wielu zagranicznych. Miała wiele indywidualnych prezentacji – między innymi w Galerii Sztuki ZASP, Galerii Teatru Wielkiego w Warszawie, Galerii Sztuki Współczesnej i innych w kraju i za granicą. Zdobyła wiele wyróżnień i nagród za swoje prace.

## Wystawy

### Indywidualne
- 1958, 1962: Galeria Sztuki ZPAP, Warszawa
- 1969: Galeria Teatru Wielkiego, Warszawa
- 1970: Galeria Sztuki Współczesnej, Warszawa
- 1976: Galeria DWP, Warszawa
- 1975: Dunkierka, Grande Synthe, Valanciennes.

### Zagraniczne
- 1973, 1975, 1977: IV, V, VI Międzynarodowe Biennale "Sport w Sztukach Pięknych", odpowiednio Madryt, Barcelona, Madryt.
- 1974: XIII Międzynarodowa Wystawa im. Joan Miró, Barcelona i Toledo
- 1978: IX Exposition Internacionale d'Amiens, Praga, Bratysława, Sofia, Budapeszt
- 1979: XVIII Premi Internacional de Dibui Joan Miró, Barcelona
- 1979: Wystawa sztuki polskiej  w Tokio
- 1980: "Warszawa w sztuce", Sztokholm
- 1981: "Warszawa w sztuce", Sofia
- 1981: Wystawa Inter-81, Holstebro-Hallen
- 1981: Internationale Jassfestival, Holstebro-Hallen

## Nagrody
- 1977 – Diplôme d'honneur Holstebro-Hallen, Dania.
- 1978 – Srebrny medal, Académie Internationale de Lutèce, Paryż
- 1980 – Diploma di Benemeranza par la attivta artistica Academia Leonardo da Vinci
- 1982 – Odznaczenie  na Międzynarodowej Wystawie Malarstwa Realistycznego, Sofia
- 1983 – Brązowy medal, Académie Internationale de Lutèce, Paryż
- 1984 – Diploma d'Onore con Grande Medaglia, 21 Rassegna Internazionale di Pittura Scultura de Arte Graphica

Prace w zbiorach: Muzeum Narodowego i Historycznego w Warszawie, Muzeum Chopina w Warszawie, Muzeum na Majdanku w Lublinie, Muzeum Mazowieckiego w Płocku, Muzeum Warmii i Mazur w Olsztynie, Ministerstwa Kultury i Sztuki, Ministerstwa Spraw Zagranicznych, Rady Państwa oraz w kolekcjach prywatnych w Polsce i wielu krajach Europy i Ameryki